# Диэтилсульфид
Диэтилсульфид -- сераорганическое соединение с химической формулой  {\displaystyle (C_{2}H_{5})_{2}S}. Это бесцветная жидкость с неприятным запахом.  Хотя это часто встречающийся тиоэфир, оно редко применяется.

## Получение
Диэтилсульфид является побочным продуктом этантиола, получаемого при реакции этилена с сероводородом на катализаторе из окиси алюминия.  Доля диэтилсульфида контролируется при помощи изменения соотношения двух компонент реагирующей смеси.

## В природе
Было установлено, что диэтилсульфид является основной причиной неприятного запаха плодов дуриана и входит в состав летучих веществ, выделяющихся из картофеля. 

## Реакции
Будучи основанием Льюиса, диэтилсульфид является мягким лигандом.  Типичным примером комплекса является цис-PtCl2(SEt2)2.